# Harpalejeunea scabra
Harpalejeunea scabra là một loài Rêu trong họ Lejeuneaceae. Loài này được Gradst. & A. Schäfer-Verwimp mô tả khoa học đầu tiên năm 2011.